# Lijst van vlaggen van Sovjet-deelgebieden

(ratio 1:2)
Bijna alle Sovjet-deelgebieden hadden een vlag die was afgeleid van de Sovjetvlag.

Deze vlaggen hebben, net als de Sovjetvlag, op de achterzijde geen embleem of tekst.

Dit artikel bevat een lijst van vlaggen van Sovjet-deelgebieden. De meeste van deze vlaggen werden gedomineerd door een rood veld met een hamer en sikkel, symbolen van het communisme.

## Vlaggen van socialistische sovjetrepublieken
De vlaggen van de socialistische sovjetrepublieken van de Sovjet-Unie staan hieronder opgesomd. Ze worden per socialistische sovjetrepubliek (SSR) op chronologische volgorde getoond.

### Armeense SSR

februari-maart 1922
1936-1940
1940-1952
1952-1990

Tussen 1922 en 1936 behoorde Armenië tot de Transkaukasische Federatie.

### Azerbeidzjaanse SSR

1920-1921
1921-1922
1937-1940
1940-1952
1952-1990

Tussen 1922 en 1936 behoorde Azerbeidzjan tot de Transkaukasische Federatie.

### Estse SSR

1940-1953
1953-1990

### Georgische SSR

1922
1940-1951
1951-1990

Tussen 1922 en 1936 behoorde Georgië tot de Transkaukasische Federatie.

### Kazachse SSR

1937-1940
1940-1953
1953-1992

### Kirgizische SSR

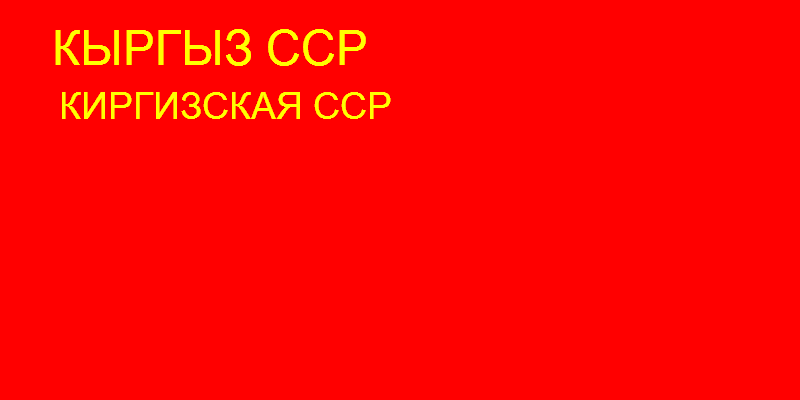
1936-1952
1952(-1992)

### Letse SSR

1918-1920
1940-1953
1953-1990

### Litouwse SSR

1941-1953
1953-1989

### Moldavische SSR

1938-1941 (nog onafhankelijk)
1941-1952
1952-1990

De vlag van de niet-erkende staat Transnistrië is ongeveer hetzelfde als de Moldavische vlag van 1952.

### Oekraïense SSR

1919-1929
1929-1937
1937-1949
1949-1990

### Oezbeekse SSR

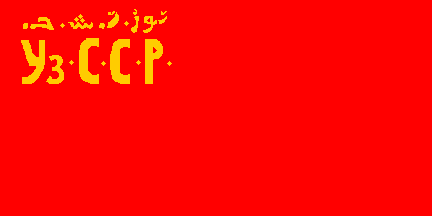
1925-1926
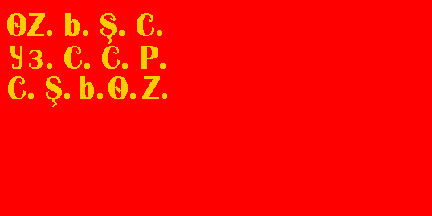
1926-1931
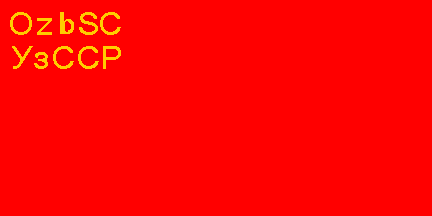
1931-1935
1935-1937
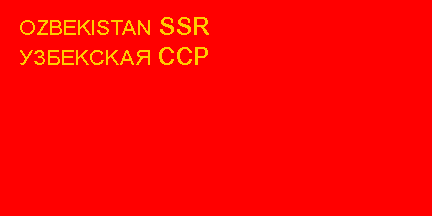
1937-1941
1941-1952
1952-1991

### Russische SFSR

1918
1918-1937
1937-1954
1954-1991

### Tadzjiekse SSR

1929
1929-1931
1931-1935
1935-1936
1936-1938
1938-1940
1940-1953
1953-1991

De vlag van 1931 is de eerste vlag van de Tadzjiekse SSR; voorheen had het gebied nog de status van ASSR.

### Turkmeense SSR

1925 - 1926
1926 - 1937 (Vlag van de Sovjet-Unie )
1937 - 1940
1940 - 1953
1953 - 1973
1973 - 1991

### Wit-Russische SSR

1919-1927
1927-1938
1938-1951
1951-1991

De huidige vlag van Wit-Rusland is identiek aan de vlag van de Wit-Russische SSR van 1951 tot 1991, het verschil is dat de hamer en sikkel uit de vlag zijn verwijderd.

## Vlaggen van vroeg opgeheven Socialistische Sovjetrepublieken

### Abchazische SSR

1921-1922

Abchazië was van 1921 tot 1922 een Sovjetrepubliek, maar ging in 1922 op in de Transkaukasische Federatie die datzelfde jaar in de Sovjet-Unie opging. Abchazië is dus nooit een SSR binnen de Sovjet-Unie geweest, hoewel het binnen de Transkaukasische Federatie wel een SSR genoemd werd. Vanaf 1931 behoort het tot Georgië.

### Bucharase SSR

1920-1925

De Bucharase SSR is nooit onderdeel geweest van de Sovjet-Unie; deze SSR is bij de Oezbeekse SSR gevoegd die vervolgens tot de Sovjet-Unie toetrad.

### Karelo-Finse SSR

1940-1953
1953-1956

De Karelo-Finse SSR bestond van 1940 tot 1956. Daarna werd het een Autonome Republiek binnen de Russische SSR.

### Litouws-Wit-Russische SSR

januari-augustus 1919

De Litouws-Wit-Russische SSR is nooit onderdeel geweest van de Sovjet-Unie; uit deze SSR is in 1919 de Wit-Russische SSR voortgekomen, die een van de vier stichtende staten van de Sovjet-Unie was.

### Transkaukasische SFSR

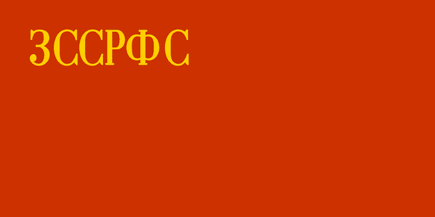
1922-1925
1925-1936

De Transkaukasische Federatie werd in 1922 gevormd door Abchazië, Armenië, Azerbeidzjan en Georgië en werd in 1936 opgesplitst in Armenië, Azerbeidzjan en Georgië (Abchazië was sinds 1931 een Autonome Socialistische Sovjetrepubliek van Georgië).

### Galicische SSR

juli-september 1920

De Galicische SSR ontstond tijdens de Pools-Russische Oorlog (1919-1921). De vrede van Riga (1921) maakte een eind aan de Galicische SSR.

## Autonome sovjetrepublieken
Autonome sovjetrepublieken (zoals Tatarije) hadden veelal als vlag de vlag van de sovjetrepubliek waartoe ze behoorden, met in die betreffende vlag de naam van de autonome republiek in de lokale taal en de taal van de sovjetrepubliek.